# 2024 en Côte d'Ivoire
Chronologie de la Côte d'Ivoire
- 2020
- 2021
- 2022
- 2023
- 2024
- 2025
- 2026
- 2027
- 2028

Cet article traite des événements qui se sont produits durant l'année 2024 en Côte d'Ivoire.

## Évènements

### Janvier
Le pays organise la Coupe d'Afrique des nations (CAN 2023) du 13 janvier au 11 février 2024. Les Éléphants ne terminent que troisième de leur groupe, cette contre-performance met un terme au contrat du sélectionneur Jean Louis Gasset. Pourtant, l'équipe ivoirienne n'est pas éliminée et passe malgré tout en huitième de finale. La Côte d'Ivoire remporte finalement la compétition avec un score de (2-1) contre le Nigéria.

### Février
Après la victoire de la Côte d'Ivoire à la CAN, le président Alassane Ouattara annonce des mesures pour renforcer la cohésion nationale. Le 22 février il gracie 51 prisonniers, dont des opposants politiques pro Laurent Gbagbo ou Guillaume Soro tel Charles Blé Goudé,.

### Octobre
Pays organisateur du Mara'Monde 2024, la Côte d'Ivoire s'est hissée au sommet en remportant la toute première édition de ce tournoi dédié au Maracana, un sport en pleine expansion. Du 1er au 6 octobre 2024, cet événement a rassemblé les meilleures équipes, et ce dimanche 6 octobre, les Éléphants du Maracana ont triomphé du Bénin lors d'une finale palpitante, s'imposant avec un score sans appel de 3-0. Une victoire éclatante qui consacre la Côte d'Ivoire sur la scène mondiale.

### Décembre
Alassane Ouattara annonce au soir du 31 décembre 2024, lors du traditionnel du discours à la nation, que la base militaire de l'armée française présente en Côte d'Ivoire sera rétrocédée à l'armée ivoirienne. Ainsi le 43e bataillon d'infanterie de marine sera Thomas d'Aquin Ouattara.

## Décès
- 12 février  : Paul-Siméon Ahouanan Djro, prélat catholique ;
- 4 juin : Dicoh Mariam, première femme chimiste ivoirienne ;
- 5 juin : Daniel Etounga-Manguelle, économiste et écrivain camerounais mort en Côte d'Ivoire ;
- 13 juin : Ibrahima Fanny, footballeur ;
- 12 juillet : Marcel Zagoli Golié, footballeur ;
- 24 novembre : Jacques Samir Stenka, peintre ;
- 4 décembre : Lucien Kassi-Kouadio, footballeur.